# Pomodoro grinzoso sanminiatese
Il pomodoro grinzoso sanminiatese o pomodoro di San Miniato è un pomodoro da sugo e da condimento, che viene usato, prima di giungere a maturazione completa, anche nelle insalate .

## Storia[3]
Il prodotto è conosciuto sin dall'antichità nel territorio sanminiatese, data certa la possiamo trovare nella pubblicazione del Canonico Don Luciano Marrucci Come tacevano le cicale in quell'estate del 1944 e dalle dichiarazioni verbali di alcuni anziani agricoltori del territorio di San Miniato.
Prova certificata che la zona del comune di San Miniato era interessata fin dai primi dell'Ottocento alla coltivazione di ortaggi e alberi da frutta è data dalla costituzione di una scuola pratica di Orticultura e Pomologia promossa dalla Provincia di Firenze nell'anno 1882.
Il seme autoctono proviene da una selezione naturale, è stato recuperato grazie alla solerzia di alcuni contadini sanminiatesi, che dal primo dopoguerra hanno continuato di anno in anno a seminare il prodotto.

## Descrizione sintetica del prodotto
Il pomodoro grinzoso presenta una forma piatta ed una grinzosità molto elevata e marcata (dalle 14 alle 18 costole), da cui il nome. Il colore è verde chiaro all'inizio della maturazione, tendente a rosso vivo a fine maturazione.
La polpa, soda e compatta, di un bellissimo colore rosso vivace a maturazione completa, ha modesta presenza di semi. Il sapore è dolciastro, con un finale acidulo intenso e persistente. È molto adatto per la preparazione di sughi, concentrati e salse, ottimo anche fresco nelle classiche panzanelle di stagione o sulla classica fetta di pane toscano strusciata col pomodoro e condita con olio extra vergine di oliva.
La pianta si presenta ad accrescimento indeterminato e risulta poco produttiva. La coltivazione necessita di sostegni e può essere effettuata sia in campo che in serra. La coltivazione in pieno campo, su terreno pacciamato, porta ad una produzione di pomodori maggiore ma con pezzature più piccole, adatti ad essere invasettati sott'olio o sott'aceto oppure per la produzione di confetture di pomodoro verde.

## Processi di lavorazione[4]
1. Semina invernale: nel mese di dicembre il seme viene posto in un letto caldo (misto terriccio e concime organico), allo sviluppo completo della terza foglia si procede al diradamento e la trapianto in vasetto.
2. Preparazione del terreno: in autunno, prima delle piogge, i terreni destinati alla coltivazione del pomodoro possono essere coltrati o rippati a media profondità. A primavera, prima del trapianto, dopo una buona concimazione di fondo (con stallatico), si procede alla fresatura o erpicatura.
3. Trapianto in pieno campo: fine marzo, primi di aprile si procede al trapianto definitivo in pieno campo.
4. Distanza sulle file 50 cm e tra le file 50 cm.
5. Allevamento con sostegno (per la produzione di pomodori rossi): appena sistemato il sesto d'impianto si procede all'inserimento del tutore (canna), al quale viene legata la pianta successivamente.
6. Allevamento a terra su pacciamatura biodegradabile (produzione di pomodori verdi): sesto d'impianto sulla file 50 cm e tra le file 1 m.
7. Trattamenti: si utilizzano i prodotti a base di rame e calce (poltiglia bordolese) non si fanno trattamento contro nematodi o afidi perché la varietà è molto resistente.
8. Concimazione: di copertura con fertilizzanti fogliari.
9. Irrigazione a goccia in periodi particolarmente aridi per evitare le spaccature.
10. Raccolta: manuale secondo l'andamento stagionale da giugno a tutto settembre.

## Produzione
La produzione si aggira sui 70 quintali annui ma potenzialmente potrebbe raggiungere i 100 quintali. I produttori sono 5, tutti del sanminiatese. La vendita avviene prevalentemente in zona, solo un 20% raggiunge altri mercati locali.
L'Associazione Colli di San Miniato si sta muovendo molto per il recupero del prodotto. 